# 田中ちゆき
田中 千幸（たなか ちゆき）は、日本のアニメーター、キャラクターデザイナー。兵庫県出身。元スタジオ・ムー所属で、現在はフリー。ぴえろの作品に参加する事が多い。

## 主な参加作品

### テレビアニメ
1996年
- YAT安心!宇宙旅行 第1期（1996年 - 1997年、原画）
- るろうに剣心 -明治剣客浪漫譚-（1996年 - 1998年、原画）
- 名探偵コナン（1996年 -、原画）

1997年
- 勇者王ガオガイガー（1997年 - 1998年、原画・動画）
- はれときどきぶた（1997年 - 1998年、原画）

1998年
- MASTERキートン（1998年 - 1999年、原画）

1999年
- 火魅子伝（原画）
- キョロちゃん（1999年 - 2001年、原画）
- 小さな巨人 ミクロマン（原画）
- メダロット（1999年 - 2000年、原画）
- BLUE GENDER（1999年 - 2000年、原画）

2000年
- 幻想魔伝 最遊記（2000年 - 2001年、原画）
- BRIGADOON まりんとメラン（2000年 - 2001年、原画）
- ヴァンドレッド（原画）
- 遊☆戯☆王デュエルモンスターズ（2000年 - 2004年、原画）

2001年
- スクライド（原画）
- ココロ図書館（原画）
- ヒカルの碁（2001年 - 2003年、原画）
- 旋風の用心棒（2001年 - 2002年、レイアウト・原画）

2002年
- 東京アンダーグラウンド（原画）
- 朝霧の巫女（原画）
- NARUTO -ナルト-（2002年 - 2007年、絵コンテ・演出・作画監督・原画・OP1/OP2/OP3/OP4/OP5/OP6/OP7/OP8原画）
- 超重神グラヴィオン（原画）
- ボンバーマンジェッターズ（2002年 - 2003年、作画監督・原画）
- 機動戦士ガンダムSEED（2002年 - 2003年、原画）

2003年
- THE ビッグオー second season （原画）
- プラネテス（2003年 - 2004年、原画）
- ギルガメッシュ（2003年 - 2004年、原画）

2004年
- サムライチャンプルー（2004年 - 2005年、原画）
- 舞-HiME（2004年 - 2005年、原画）
- 機動戦士ガンダムSEED DESTINY（2004年 - 2005年、原画）
- BLEACH（2004年 - 2012年、原画・第二原画）

2005年
- ジンキ・エクステンド（OP原画）
- 魔法少女リリカルなのは（作画監督・原画）
- ジンキ・エクステンド（OP原画）
- アイシールド21（2005年 - 2008年、原画）
- スーパーロボット大戦ORIGINAL GENERATION THE ANIMATION（原画）
- シュガシュガルーン（2005年 - 2006年、原画）
- 魔法少女リリカルなのはA's（作画監督・原画・OP原画）
- エンジェル・ハート（2005年 - 2006年、原画）

2006年
- 陰からマモル!（OP原画）
- いぬかみっ!（作画監督・原画・ED原画）
- ZEGAPAIN -ゼーガペイン-（原画）
- 幕末機関説 いろはにほへと（2006年 - 2007年、原画）
- コードギアス 反逆のルルーシュ（2006年 - 2007年、OP原画）
- 祝!(ハピ☆ラキ)ビックリマン（2006年 - 2007年、原画）

2007年
- NARUTO -ナルト- 疾風伝（2007年 -、サブキャラクターデザイン・演出・総作画監督・作画監督・原画・第二原画・OP2/OP3/OP4/OP6/OP7/OP9原画・ED27絵コンテ/演出/作画監督/原画・ED31作画監督/原画・ED6/ED8原画）
- 古代王者 恐竜キング Dキッズ・アドベンチャー（2007年 - 2008年、原画・ED1/ED2原画）
- 地球へ…（原画・OP原画）
- 機神大戦ギガンティック・フォーミュラ（原画）
- 魔法少女リリカルなのはStrikerS（原画）
- ロビーとケロビー（2007年 - 2008年、原画）
- 機動戦士ガンダム00（2007年 - 2008年、原画）
- AYAKASHI（2007年 - 2008年、原画）

2008年
- GUNSLINGER GIRL -IL TEATRINO-（作画監督）
- 古代王者 恐竜キング Dキッズ・アドベンチャー 翼竜伝説（作画監督・OP原画・ED原画）
- バトルスピリッツ 少年突破バシン（OP原画・ED原画）
- かんなぎ（OP原画）
- 喰霊 -零-（OP原画）
- 遊☆戯☆王5D's（2008年 - 2011年、原画・OP5原画）

2009年
- Phantom 〜Requiem for the Phantom〜（OP2原画）
- 07-GHOST（原画）
- キディ・ガーランド（原画）

2010年
- ソ・ラ・ノ・ヲ・ト（原画）

2011年
- TIGER & BUNNY（原画・ED2原画）
- Dororonえん魔くん メ〜ラめら（作画監督・原画・第2原画）
- バトルスピリッツ 覇王（OP原画）
- 遊☆戯☆王ZEXAL（2011年 - 2012年、原画）
- 輪るピングドラム（原画）

2012年
- NARUTO -ナルト- SD ロック・リーの青春フルパワー忍伝（2012年 - 2013年、キャラクターデザイン・作画監督・原画・OP1作画監督/原画・ED2作画監督/原画）
- 戦国コレクション（原画）
- 神様はじめました（原画）
- ジュエルペット きら☆デコッ!（2012年 - 2013年、原画）
- 遊☆戯☆王ZEXAL II（2012年 - 2014年、原画・OP2/OP3原画）

2013年
- うたの☆プリンスさまっ♪ マジLOVE2000%（主題歌アニメーション原画）
- キングダム 第2シリーズ （原画）
- BROTHERS CONFLICT（OP原画）
- 帰宅部活動記録（ED原画）
- 最強銀河 究極ゼロ 〜バトルスピリッツ〜（2013年 - 2014年、OP1/OP2原画）
- カードファイト!! ヴァンガード リンクジョーカー編（2013年 - 2014年、原画・ED4原画）

2014年
- カードファイト!! ヴァンガード レギオンメイト編（D1原画）
- 遊☆戯☆王ARC-V（2014年- 、原画・OP1/OP2原画）
- ベイビーステップ（作画監督）
- デート・ア・ライブII（OP原画）
- カードファイト!! ヴァンガードG（2014年 - 2015年、OP1/OP2原画）

2015年
- ユリ熊嵐（第二原画）
- ガンダムビルドファイターズトライ（原画）
- 神様はじめました◎（原画）
- ベイビーステップ 第2シリーズ（作画監督・アクション作画監督・原画）

2016年
- 逆転裁判 〜その「真実」、異議あり!〜（OP原画）
- 不機嫌なモノノケ庵（OP原画・アイキャッチ原画）
- 侍霊演武:将星乱（原画）
- 名探偵コナン エピソード“ONE” 小さくなった名探偵（原画）
- おそ松さん おうまでこばなし（原画）

2017年
- BORUTO-ボルト- -NARUTO NEXT GENERATIONS-（2017年 -、総作画監督・作画監督・原画・第二原画・OP9原画）

2018年
- ダメプリ ANIME CARAVAN（OP原画）
- ルパン三世 PART5（第二原画）
- デュエル・マスターズ!（OP原画）

2023年
- 川越ボーイズ・シング（演出・作画監督・原画）

### テレビスペシャル
- ルパン三世 トワイライト☆ジェミニの秘密 （1996年、動画）
- ルパン三世 sweet lost night 〜魔法のランプは悪夢の予感〜 （2008年、原画）

### OVA
- 御先祖賛江 （1998年-1999年、動画）
- 名探偵コナン コナンvsキッドvsヤイバ 宝刀争奪大決戦!! （2000年、原画）
- 勇者王ガオガイガーFINAL （2000年-2003年、原画）
- うさぎちゃんでCue!! （2001年-2002年、原画）
- ナースウィッチ小麦ちゃんマジカルて （2002年-2004年、原画）
- ふたりエッチ （2002年、原画）
- テイルズ オブ シンフォニア THE ANIMATION （2007年、原画）
- 電波的な彼女 （2009年、キャラクターデザイン・作画監督・原画）
- 電波的な彼女 〜幸福ゲーム〜 （2009年、キャラクターデザイン・作画監督・原画）

### 劇場アニメ
- 名探偵コナン 世紀末の魔術師 （1999年、原画）
- 名探偵コナン 瞳の中の暗殺者 （2000年、原画）
- 人狼 JIN-ROH （2000年、動画）
- 名探偵コナン ベイカー街の亡霊 （2002年、原画）
- シックス・エンジェルズ （2002年、原画）
- こちら葛飾区亀有公園前派出所 THE MOVIE2 UFO襲来! トルネード大作戦!! （2003年、原画）
- 劇場版 NARUTO -ナルト- 木ノ葉の里の大うん動会 （2004年、原画）
- 名探偵コナン 水平線上の陰謀 （2005年、原画）
- 真救世主伝説 北斗の拳 ラオウ伝 殉愛の章 （2006年、作画監督補・原画）
- 劇場版BLEACH MEMORIES OF NOBODY （2006年、原画）
- いぬかみっ! THE MOVIE 特命霊的捜査官・仮名史郎っ! （2007年、原画）
- 名探偵コナン 紺碧の棺 （2007年、原画）
- それいけ!アンパンマン 妖精リンリンのひみつ （2008年、原画）
- 劇場版 NARUTO -ナルト- 疾風伝 絆 （2008年、原画）
- 名探偵コナン 漆黒の追跡者 （2009年、原画）
- 劇場版 NARUTO -ナルト- 疾風伝 火の意志を継ぐ者 （2009年、作画監督・第二原画）
- 10thアニバーサリー 劇場版 遊☆戯☆王 〜超融合!時空を越えた絆〜 （2010年、原画）
- 劇場版 NARUTO -ナルト- 疾風伝 ザ・ロストタワー （2010年、作画監督・原画）
- 劇場版 NARUTO -ナルト- ブラッド・プリズン （2011年、作画監督・原画）
- 劇場版イナズマイレブンGO 究極の絆 グリフォン （2011年、作画監督）
- 劇場版イナズマイレブンGO vs ダンボール戦機W （2012年、作画監督）
- それいけ!アンパンマン とばせ! 希望のハンカチ （2013年、原画）
- 劇場版 TIGER & BUNNY -The Rising- （2014年、原画）
- 遊☆戯☆王 THE DARK SIDE OF DIMENSIONS （2016年、作画監督）
- それいけ!アンパンマン ブルブルの宝探し大冒険!（2017年、原画）
- 名探偵コナン ゼロの執行人 （2018年、第二原画）
- それいけ!アンパンマン きらめけ!アイスの国のバニラ姫（2019年、原画）
- それいけ!アンパンマン ふわふわフワリーと雲の国（2021年、原画）

### イベント用アニメ
- NARUTO -ナルト- 滝隠れの死闘 オレが英雄だってばよ!（2003年、原画）
- NARUTO -ナルト- 疾風伝 サニー・サイド・バトル!!!（2013年、原画）

### ゲーム
- テイルズ オブ グレイセス （2009年、OP原画）